# إثمياوات
الإثمياوات أو تحت فصيلة فراشات إثمييني (الاسم العلمي: Ethmiinae)، هي أسرة من الحشرات تتبع الفصيلة الألاشستيات من رتبة حرشفيات الأجنحة.

## أجناس الإثمياوات
- الإثميا